# Abduzensparese
Als Abduzensparese wird eine Schädigung des Nervus abducens, des VI. Hirnnervs, bezeichnet. Dies führt zu einer Lähmung des vom Nervus abducens versorgten Musculus rectus lateralis, eines geraden Augenmuskels, der den Augapfel nach außen in Richtung zur Schläfe hin dreht.

## Symptomatik
Eine Lähmung dieses Muskels führt zu dessen teilweisem oder auch vollständigem Funktionsverlust mit einer daraus resultierenden Überfunktion seines gleichseitigen (ipsilateralen) Antagonisten, des Musculus rectus medialis. Die Folge ist ein Einwärtsschielen des betroffenen Auges. Der Nahschielwinkel ist dabei in der Regel kleiner als der Fernschielwinkel.
Ein Leitsymptom der Abduzensparese ist die Einschränkung des monokularen Blickfeldes in Muskelzugrichtung und damit einhergehende Doppelbilder, deren Abstand zueinander beim Blick in Richtung des betroffenen Auges zunimmt. Zur Aufrechterhaltung des beidäugigen Einfachsehens wird deshalb häufig eine auffällige Kopfzwangshaltung eingenommen, meist in Form einer Kopfdrehung zur befallenen Seite. Eine Doppelbildwahrnehmung, die nur beim Blick in die Ferne und nicht beim Blick in die Nähe auftritt, kann auch ein Hinweis auf eine beidseitige Abduzensparese sein. Weiterhin besteht ein großer Sekundärwinkel, ein Schielen, das bei Fixation mit dem befallenen Auge deutlich größer ist, als bei Fixation mit dem gesunden (Primärwinkel). Zudem ist das Ausmaß des Schielwinkels auch in Abhängigkeit von der Blickrichtung unterschiedlich groß (Inkomitanz).

## Ätiologie
Eine Schädigung des Nervus abducens erfolgt meist innerhalb des für Entzündungen und Thrombosen anfälligen Sinus cavernosus, durch den der Nerv verläuft. Durch seinen Verlauf entlang der Schädelbasis ist der Nerv auch häufig bei Schädelbasisbrüchen oder Hirnhautentzündungen betroffen.
Eine Abduzenslähmung tritt auch im Rahmen einiger Syndrome auf:
- Foville-Syndrom
- Garcin-Syndrom
- Gasperini-Syndrom
- Godtfredsen-Syndrom
- Gradenigo-Syndrom
- Jacod-Syndrom
- Millard-Gubler-Syndrom
- Moebius-Syndrom
- Raymond-Syndrom
- Neuroborreliose

## Therapie
Wie bei allen neurologischen Störungen liegt die Behandlung nach Klärung der Ursache zunächst in erster Linie in der Hand eines Neurologen.
Hat sich nach etwa 6–9 Monaten keine wesentliche Besserung der Situation eingestellt, kann eine Schieloperation angezeigt sein. Diese hat in der Regel zum Ziel, das Feld binokularen Einfachsehens in die Primärposition, also ohne Einnahme einer Kopfzwangshaltung, zu verlagern und ggf. zu vergrößern. In Abhängigkeit von den vorliegenden Befunden gibt es hierfür verschiedene Möglichkeiten. Ist die Beweglichkeit des Auges bis zur Mittellinie möglich, kann eine so genannte kombinierte Operation mit Stärkung des betroffenen M. rectus lateralis und gleichzeitiger Schwächung des M. rectus medialis in Frage kommen.
Ein weiterer Eingriff kann nach dem Prinzip einer so genannten Gegenparese durch Schwächung des kontralateralen M. rectus medialis (bspw. durch Rücklagerung oder durch eine Faden-OP nach Cüppers) durchgeführt werden. Hierbei besteht das Wirkungsprinzip darin, die Augenmuskelparese in eine künstliche (artifizielle) Blicklähmung mit Verkleinerung des Sekundärwinkels zu überführen sowie bei Führung des nichtparetischen Auges eine entsprechende Innervationssteigerung des paretischen Muskels zu erzielen, was einer Veränderung des Primärwinkels gleichkommt.
Muskeltranspositionen sollten nur dann in Erwägung gezogen werden, wenn das betroffene Auge kaum noch aus dem nasalen Lidwinkel herausbewegt werden kann und nach elektromyographischem Befund eine vollständige Lähmung (Paralyse) vorliegt. Dabei werden die lateralen Anteile des halben oberen Musculus rectus superior und des halben unteren Musculus rectus inferior zur Ansatzstelle des betroffenen Musculus rectus lateralis verschoben, um so das Auge für ein einigermaßen brauchbares Binokularsehen in Richtung der Primärposition mit Blick geradeaus halten zu können.
Bei gering ausgeprägten Paresen kann die Anpassung einer Prismenkorrektur mittels Gläser oder Folien zu einer Verbesserung der Situation beitragen.

## Differentialdiagnose
Differentialdiagnostisch ist der Abduzensparese das Stilling-Türk-Duane-Syndrom gegenüberzustellen, dem zwar auch eine Läsion der N. abducens zugrunde liegt, das jedoch eine zusätzliche Fehlinnervation des M. rectus lateralis durch Neuronen des Nervus oculomotorius mit ganz eigener Symptomatik aufweist.